# Басыров, Зильфат Рауфович
Зильфа́т Рау́фович Басы́ров (баш. Басиров Зилфәт Рәүеф улы; 15 сентября 1927, Старое Курмашево, Старокурмашевский сельсовет, Байсаровская волость, Мензелинский кантон, Татарская АССР, РСФСР, СССР — 19 ноября 2000, Уфа, Башкортостан, Россия) — советский скульптор. Народный художник Республики Башкортостан (2000), заслуженный художник Башкирской АССР (1977). Член Союза художников (1968).

## Биография
Зильфат Рауфович Басыров родился 15 сентября 1927 года в селе Старое Курмашево Актанышского района Татарской АССР.
В 1962 году окончил технологический институт местной промышленности в г. Москве по специальности «скульптура». Скульптор. Работал в г. Кунгуре, Абрамцевском художественно-промышленном училище Московской области (1962—1965).
С 1965 года жил и работал в г. Уфе. Член Союза художников с 1968 года. Член КПСС. Заслуженный художник Башкирской АССР (1975). Член правления башкирского Союза художников. С 1967 года — участник республиканских, декадных, зональных, всероссийских, всесоюзной и зарубежной выставок.
Басыров — председатель правления Союза художников Башкирской АССР (1985—1987).
Басыровым созданы портреты исторических личностей: образ народного героя Салавата Юлаева, башкирского просветителя-гуманиста Акмуллы.
Умер 19 ноября 2000 года в г. Уфе.

## Основные работы
Василёк, шамот, 1963. Агроном, дерево, 1964. Старый коммунист Зинатуллин, шамот, 1966. Бюст-памятник Герою Советского Союза X. Ахметгалину, село Сафарово Учалинского района БАССР, искусственный камень, 1966. Бюст-памятник Герою Советского Союза A. Попову, колхоз им. Попова, Бирский район, БАССР, гранит, 1967. Солдат революции, бетон, 1967. Комдив А. Бахтизин, гипс тон., 1967. Апассионата, гипс тон., 1967. Солдат свободы, модель памятника, гипс тон., 1968. А. Бахтизин, кованая медь, 1969. Лида, мрамор, 1969. Студентка, дерево, 1969. Айгуль, дерево, 1969. Марта, мрамор, 1972. Умырзая (Весна), мрамор, 1972. Врач, гипс тон., 1974. Поэт, дерево, 1974. Б. Нуриманов, гипс тон., 1974. Ф. Э. Дзержинский, рельеф, кованый алюминий, 1974. Чеверевцам—Дюртюли, село Дюртюли, БАССР, 1974, кованая медь, искусственный камень, 1974. Памятник В. И. Ленину, Уз. ССР, гранит, 1974, Павшим на фронтах, г. Давлеканово, БАССР, 1975. Памятник выпускникам и педагогам школы № 1, погибшим в Великую Отечественную войну, г. Белебей, БАССР, 1975. Бюст B. И. Ленина, гранит, 1975, установлен в БАССР, колхоз им. Ильича Уфимского района. Герой войны и труда X. Султанов, гипс тон., 1975. Солдатский тост, гипс тон., 1975. Портрет режиссёра. Лек Валеев, дерево, 1976. Композитор Н. Сабитов, гипс тон., 1976. Воробушек, гипс тон., 1976. Салават Юлаев, модель памятника, гипс, 1976. Весна, гипс, 1977. Прощание. В. И. Ленин и Н. К. Крупская в Уфе, гипс, 1977, Председатель ВЧК Ф. Э. Дзержинский, гипс, 1977. Лана, мрамор, 1977. Раушания, дерево, 1977. Коммунист, модель памятника, гипс, 1977. М. В. Фрунзе и В. И. Чапаев в Уфе, гипс тон., 1977. Маргарита, гипс тон., 1977. Декоративный ансамбль на скважине № 100, г. Октябрьский, БАССР, камень, 1977.
Две женские фигуры, выкованные из меди, Евтерпа — покровительница лирической поэзии и Терпсихора — покровительница танцев, установлены на здании Театра оперы и балета в Уфе.

## Выставки
- Выставка произведений художников Пермской области, Пермь, 1956.
- Выставка произведений художников Пермской области, Пермь, 1959.
- Республиканские художественные выставки, Уфа, с 1967 г. все, кроме молодёжных.
- Всероссийская выставка народных художественных промыслов, Москва, 1961.
- Зональные выставки «Урал социалистический»: Пермь, 1967; Челябинск, 1969; Уфа, 1974.
- Декадная выставка произведений художников БАССР, Москва, Ленинград, 1969.
- Выставка произведений художников 3-х зон, Москва, 1971.
- Выставка произведений художников автономных республик РСФСР, Москва, 1971.
- Всероссийская художественная выставка «По родной стране», Москва, 1972.
- Всероссийская художественная выставка «Советская Россия-5», Москва, 1975.
- Выставка произведений художников БАССР в ГДР, г. Галле, 1975.
- Всесоюзная художественная выставка «Слава труду», Москва, 1976.
- Персональная выставка, Уфа, 1978.

## Награды
- Орден «Знак Почёта» (1986).
- Народный художник Республики Башкортостан (2000).
- Заслуженный художник Башкирской АССР (1977).
- Лауреат премии имени М. Акмуллы (1992) (за скульптуру М. Акмуллы).

## Память
На родине Басырова Зильфата Рауфовича в селе Старое Курмашево Актанышского района создан музей скульптора.